# Ibráhím Júszef ad-Dúj
Ibráhim Júszef ad-Dúj (arabul: ابراهيم يوسف الدوي) (Muharraq, 1945. január 22. –) bahreini nemzetközi labdarúgó-játékvezető, műszaki főiskolai tanár.

## Pályafutása

### Nemzeti játékvezetés
A játékvezetői vizsgát 1963-ban tette le. A küldési gyakorlat szerint rendszeres partbírói tevékenységet is végzett. 1967-ben lett az I. Liga játékvezetője. A nemzeti játékvezetéstől 1990-ben vonult vissza a FIFA JB korhatárát betöltve 45 évesen vonult vissza.

### Nemzetközi játékvezetés
A Bahreini labdarúgó-szövetség Játékvezető Bizottsága (JB) terjesztette fel nemzetközi játékvezetőnek, a Nemzetközi Labdarúgó-szövetség (FIFA) 1970-től tartotta nyilván bírói keretében. A FIFA JB központi nyelvei közül a angolt beszéli. 
Több válogatott és nemzetközi klubmérkőzést vezetett, vagy működő társának partbíróként segített. A portugál nemzetközi játékvezetők rangsorában, a világbajnokság sorrendjében a 2. helyet foglalja el 1 találkozó szolgálatával. A nemzetközi játékvezetéstől 1990-ben a FIFA korhatárát betöltve 45 évesen vonult vissza.

#### Labdarúgó-világbajnokság
A világbajnoki döntőhöz vezető úton Spanyolországba a XII., az 1982-es labdarúgó-világbajnokságra a FIFA JB bíróként alkalmazta. Vezetett mérkőzésén világbajnoki gólcsúcs született. Selejtező mérkőzéseket az (AFC)/OFC zónában irányított. A FIFA JB elvárása szerint, ha nem vezetett, akkor partbíróként tevékenykedett. Két csoportmérkőzésen, az egyiken egyes számú besorolást kapott, játékvezetői sérülés esetén továbbvezethette volna a találkozót. Világbajnokságon vezetett mérkőzéseinek száma: 1 + 2 (partbíró).

##### 1982-es labdarúgó-világbajnokság

###### Selejtező mérkőzés
| Időpont            | Helyszín                   | Mérkőzés típusa           | Mérkőzés              | Eredmény |
| ------------------ | -------------------------- | ------------------------- | --------------------- | -------- |
| 1980. december 26. | Központi Stadion, Hongkong | előselejtező (B. csoport) | Észak-Korea–Szingapúr | 1 : 0    |
| 1981. január 4.    | Központi Stadion, Hongkong | előselejtező (B. csoport) | Kína–Észak-Korea      | 4 : 2    |

###### Világbajnoki mérkőzés
| Időpont          | Helyszín              | Mérkőzés típusa              | Mérkőzés              | Eredmény |
| ---------------- | --------------------- | ---------------------------- | --------------------- | -------- |
| 1982. június 15. | Városi Stadion, Elche | csoportmérkőzés (3. csoport) | Magyarország–Salvador | 10 : 1   |

## Külső hivatkozások
- Ibrahim Youssef Al Doy. World Referee. [2012. augusztus 23-i dátummal az eredetiből archiválva]. (Hozzáférés: 2012. április 21.)
- Ibrahim Youssef Al Doy. footballzz.com. (Hozzáférés: 2012. április 21.)
- Ibrahim Youssef Al Doy. footballdatabase.eu. (Hozzáférés: 2012. április 21.)
- Ibrahim Youssef Al Doy. weltfussball.de. (Hozzáférés: 2012. április 21.)
- Ibrahim Youssef Al Doy. scoreshelf.com. [2015. április 2-i dátummal az eredetiből archiválva]. (Hozzáférés: 2015. március 23.)